# هوامیئونگ-دونگ
هوامیئونگ-دونگ (به لاتین: Hwamyeong-dong) یک منطقهٔ مسکونی در کره جنوبی است که در Buk District واقع شده‌است.